# 5071 Schoenmaker
5071 Schoenmaker eller 3099 T-2 är en asteroid i huvudbältet som upptäcktes den 30 september 1973 av den nederländsk-amerikanske astronomen Tom Gehrels och det nederländska astronomparet Ingrid van Houten-Groeneveld och Cornelis Johannes van Houten vid Palomarobservatoriet. Den är uppkallad efter Anton A. Schoenmaker.
Asteroiden har en diameter på ungefär 16 kilometer.